# Mallotus puber
Mallotus puber är en törelväxtart som beskrevs av Bollend.. Mallotus puber ingår i släktet Mallotus och familjen törelväxter. Inga underarter finns listade i Catalogue of Life.